# برج دی‌سی
برج دی‌سی، (به انگلیسی: DC Towers) آسمان‌خراش ۶۰ طبقه به ارتفاع ۲۲۰ متر (۷۲۰ فوت) و مساحت زیربنای ۹۳٬۶۰۰ متر مربع (۱٬۰۰۸٬۰۰۰ فوت مربع)، با کاربری اداری-تجاری است، که در شهر وین، اتریش مستقر می‌باشد. پروژه ساخت این ساختمان در ۱۷ ژوئن ۲۰۱۰ آغاز شد و در تابستان سال ۲۰۱۳ تکمیل و برج شمار یک آن، افتتاح گردید.